# Women’s Social and Political Union
Woman's Social and Political Union, WSPU – organizacja zrzeszająca sufrażystki, czyli ruch zwolenniczek przyznania praw wyborczych kobietom w Wielkiej Brytanii. WSPU skupiała radykalne działaczki pierwszej fali feminizmu.

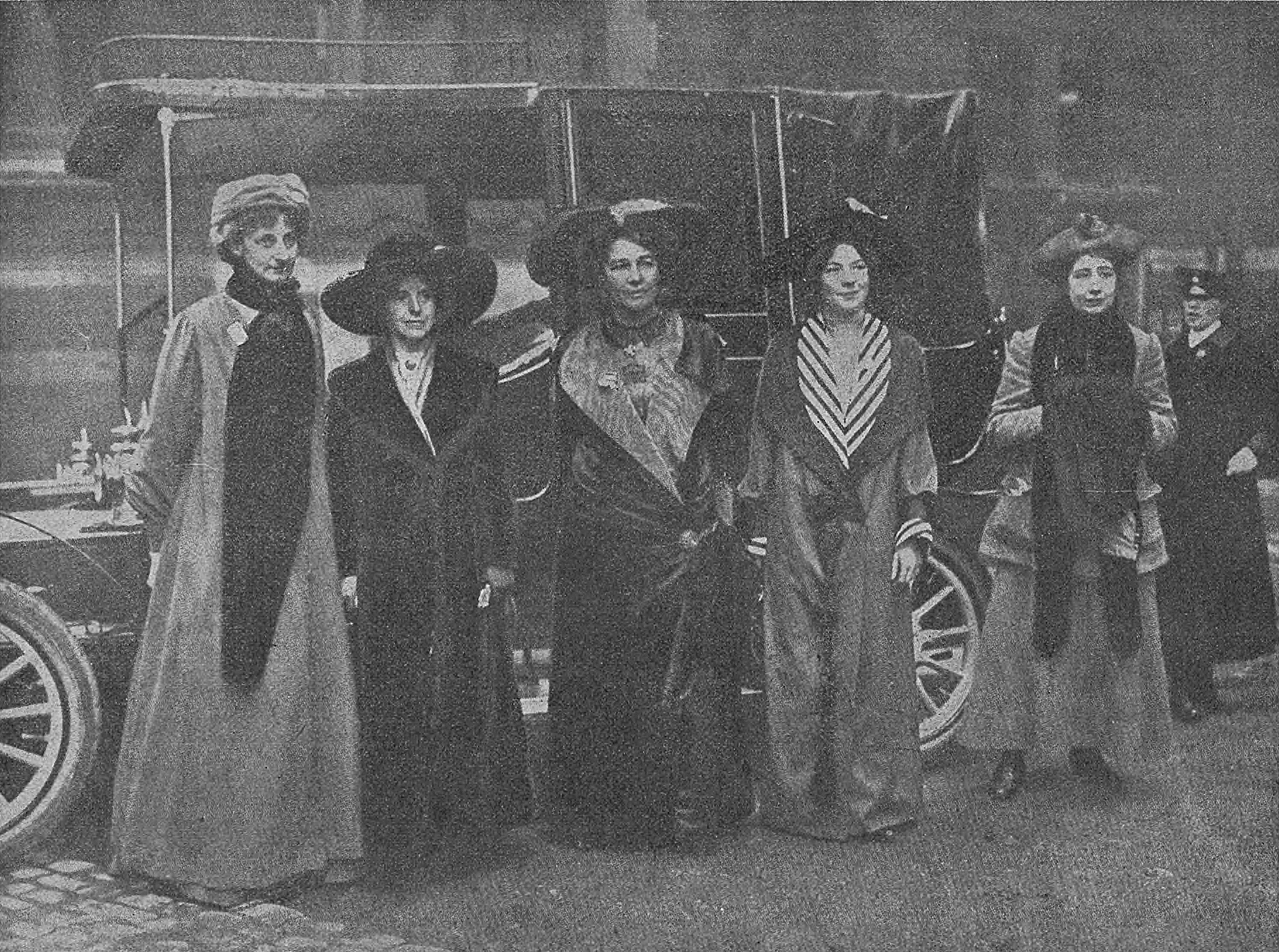
Deputacja Women’s Social and Political Union do parlamentu na 21 listopada 1911

Organizacja została założona przez Emmeline Pankhurst wraz z córkami Christabel i Sylvią w 1903 roku w Manchesterze. Jej powstanie było wynikiem rozczarowania, jakie ogarnęło brytyjskie sufrażystki po wieloletnim stosowaniu pokojowych, ale nieskutecznych metod walki o prawo wyborcze dla kobiet. WSPU była organizacją, do której należały tylko kobiety, niemniej współpracowała z Independent Labour Party. Głównym hasłem WSPU było „Czyny, a nie słowa!” (ang. Deeds not words!). Do WSPU należały między innymi: Emily Wilding Davison oraz Ethel Mary Smyth.  
Kiedy w 1905 roku brytyjski Parlament odrzucił propozycję przyznania kobietom praw wyborczych, WSPU zmieniła taktykę na bardziej radykalną. Od 1906 roku organizacja zaczęła słynąć z radykalnych wystąpień, demonstracje były brutalnie rozpędzane przez policję, zaś członkinie WSPU aresztowane.
Od 1907 roku organizacja zaczęła wydawać miesięcznik „Votes for Women” (pol. Prawa wyborcze dla kobiet) oraz organizować konferencje, nazywane „Parlamentem Kobiet”. W 1908 roku w zorganizowanej przez WSPU demonstracji na rzecz praw kobiet wzięło udział 500 000 osób. Organizacja uznała trzy kolory – fioletowy, zielony i biały – za swój symbol.
Więzione aktywistki podejmowały strajki głodowe, co prowadziło w ostateczności do prób przymusowego karmienia kobiet. Konflikty wokół strajkujących i ich praw doprowadziły do wprowadzenia „Prawa Kota i Myszy” (ang. The Cat and Mouse Act; 1913), w którym gwarantowano niemal zagłodzonym więźniarkom możliwość powrotu do domu, niemniej za cenę ponownego aresztowania ich po powrocie do zdrowia. Zyskujące coraz większą sympatię sufrażystki niechętnie poddawały się drugiej części prawa, tym bardziej, że coraz więcej osób wspierało ich sprawę i coraz chętniej pomagano im ukrywać się przez policją. Samo wprowadzenie „prawa Kota i Myszy” spowodowało gwałtowny spadek popularności Partii Liberalnej, która je ustanowiła; na znak protestu ugrupowanie to opuścił między innymi filozof i matematyk Bertrand Russell. 
Nie uzyskując prawa wyborczego dla kobiet, zdesperowane sufrażystki sięgnęły po bardziej radykalne metody, jak na przykład podpalanie komisariatów, próby podpalenia Opactwa Westminsterskiego czy bójki z policją. W 1913 roku jedna z głównych działaczek ruchu, Emily Wilding Davison, próbowała zakłócić wyścigi konne, w których brał udział król Jerzy V, i zmarła poturbowana przez jego konia. 10 marca 1914 roku inna sufrażystka, Mary „Slasher” Richardson, dokonała zamachu na obraz Toaleta Wenus Diego Velasqueza.
WSPU przeżyła szereg rozłamów – pod kierownictwem Christabel Pankhrust stała się grupą właściwie wyłącznie kobiet z klasy średniej, co doprowadziło do odejścia wielu arystokratek. Z kolei Sylvia Pankhrust doprowadziła do wyłonienia się grupy kobiet z klasy robotniczej (Federacji Kobiet z Londynu Wschodniego), która została wykluczona z WSPU w 1914 roku. 
Podczas wojny większość aktywistek WSPU wspierała rząd brytyjski i zachęcała kobiety do udziału w wojnie, z kolei mniejszościowe podgrupy formacji zakładały organizacje socjalistyczne. W 1917 roku Christabel i Emmelina Pankhrust rozwiązały WSPU i założyły Partię Kobiet. Kobiety uzyskały prawa wyborcze w Wielkiej Brytanii w 1918 roku. Brytyjska Partia Kobiet została rozwiązana w 1919 roku.